# Ligne d'Eindhoven à Weert
La ligne d'Eindhoven à Weert est une ligne de chemin de fer, longue d'environ 30 km, qui relie les villes d'Eindhoven et Weert aux Pays-Bas.
Le tronçon fait partie du réseau néerlandais Intercity qui relie le Limbourg à Amsterdam et Alkmaar, entre autres. La ligne bifurque à Eindhoven depuis la ligne E (Bréda - Venlo - Maastricht) et se connecte à Weert avec la ligne de Budel à Vlodrop, la partie néerlandaise de la Rhin d'acier (l'ancienne voie ferrée de fret entre Anvers et Mönchengladbach). De Roermond, l'itinéraire de la ligne E peut être suivi plus loin. La construction a abouti à une liaison plus courte entre Eindhoven et Roermond.

## Histoire
Après plus de trente ans de négociations, les travaux pour une ligne de chemin de fer d'Eindhoven à Weert débutent en 1909. La ligne est officiellement mise en service le 30 octobre 1913,.
Le 15 mai 1949, l'électrification de la ligne est achevée.
En 2023, la ligne est fermée du 22 février au 3 mars pour des travaux de rénovation qui consistent à remplacer le ballast, les rails, les traverses et les passages à niveau.

## Infrastructure

### Gares et haltes
La ligne comporte cinq gares en service, dont celles des deux extrémités et quatre anciennes gares ou haltes fermées  :
| Gare              | Ouvert | Bâtiment actuel                                                 |
| ----------------- | ------ | --------------------------------------------------------------- |
| Eindhoven-Central | 1866   | 1956, NS, 3e bâtiment, design unique par Van der Gaast          |
| Tongelre          | 1913   | aucun, bâtiment démoli en 1950, gare fermée en 1935             |
| Geldrop           | 1913   | aucun, bâtiment démoli en 1974                                  |
| Heeze             | 1977   | 1976, NS, 1er bâtiment, design par Douma                        |
| Heeze-Leende      | 1913   | aucun, bâtiment démoli en 1976, gare fermée en 1977             |
| Sterksel          | 1913   | aucun, bâtiment démoli en 1965, gare fermée en 1938             |
| Maarheeze         | 1913   | aucun, bâtiment démoli en 1966, gare fermée en 1938             |
| Maarheeze         | 2010   | aucun                                                           |
| Weert             | 1879   | 1914, SS, 2e bâtiment, conception unique de George van Heukelom |

## Exploitation
Les séries de trains suivantes utilisent l'itinéraire dans l'horaire 2023 :
- IC 800 Maastricht - Eindhoven-Central - Amsterdam-Central - Alkmaar - (Le Helder) : Ne circule pas le soir, mais le dimanche soir. N'effectue que deux trajets vers/depuis Le Helder dans le sens des heures de pointe pendant les heures de pointe. Le week-end, il circule uniquement entre Maastricht et la gare centrale d'Amsterdam et vice versa. Le soir, entre Maastricht et la gare centrale d'Amsterdam, il sera remplacé par la série 2900.
- IC 2900 Enkhuizen - Amsterdam-Central - Eindhoven-Central - Maastricht : Ne circule que tôt le matin et le soir. Arrêts uniquement le soir après 19h30 (du lundi au vendredi) ou 23h00 (le week-end) à Amsterdam Bijlmer ArenA. Ne s'arrête pas à Zaandam.
- IC 3900 Enkhuizen - Amsterdam-Central - (Eindhoven-Central) - (Heerlen) : Ne s'arrête pas à Zaandam. Ne conduisez pas entre Enkhuizen et Sittard le soir. Ne circule pas entre Amsterdam Central et Heerlen du vendredi au dimanche jusqu'à 18h00. Le 13900 circule ensuite entre Eindhoven Central et Heerlen.
- Sprinter 6400 Tilbourg - Eindhoven-Central - Weert : Le soir et le week-end, l'ensemble du parcours est parcouru 1x/heure.
- IC 13900 Eindhoven-Central - Weert : Circule uniquement du vendredi au dimanche. Tôt le matin et tard le soir, circule seulement 1x par heure entre Sittard et Heerlen v.v. Est conduit pendant la journée en semaine par la série 3900.
- Sprinter 16400 Eindhoven-Central - Weert : Un trajet le jeudi et le dimanche soir en direction de Weert (au lieu du sprinter 6400).
- Nachttrein 32700 Maastricht - Eindhoven-Central - Schiphol-Aéroport : Circule uniquement dans la nuit du vendredi au samedi.